# Clube Oriental de Lisboa
Il Clube Oriental de Lisboa è una società calcistica portoghese con sede nella città di Lisbona. È stato fondato nel 1946, e disputa le gare interne allo stadio Campo Engenheiro Carlos Salema, impianto dalla capacità di 8.500 spettatori. Milita nel Campeonato Nacional de Seniores.

## Storia
Il Clube Oriental de Lisboa venne fondato l'8 agosto 1946 dalla fusione di tre squadre locali: Grupo Desportivo Os Fósforos, Marvilense Futebol Clube e Chelas Futebol Clube.

## Palmarès

### Competizioni nazionali
- Terceira Divisão: 1

2007-2008

## Rosa 2015-2016
Aggiornata al 21 gennaio 2016
| N. |                       | Ruolo | Calciatore           |
| -- | --------------------- | ----- | -------------------- |
| 1  | Portogallo (bandiera) | P     | Rafael Veloso        |
| 2  | Capo Verde (bandiera) | C     | Tom                  |
| 4  | Guinea (bandiera)     | D     | Édson Silva          |
| 5  | Portogallo (bandiera) | A     | Bernardo Vasconcelos |
| 6  | Portogallo (bandiera) | C     | Sérgio Duarte        |
| 7  | Portogallo (bandiera) | C     | Tiago Mota           |
| 8  | Portogallo (bandiera) | C     | Bruno Aguiar         |
| 9  | Portogallo (bandiera) | A     | Carlos Saleiro       |
| 10 | Angola (bandiera)     | C     | Valdo Alhinho        |
| 11 | Brasile (bandiera)    | C     | Fernando             |
| 12 | Portogallo (bandiera) | P     | Tiago Mota           |
| 13 | Portogallo (bandiera) | D     | João Varudo          |
| 14 | Portogallo (bandiera) | D     | Rodolfo Simões       |
| 15 | Portogallo (bandiera) | D     | João Amorim          |
| 16 | Portogallo (bandiera) | C     | Alexandre Rita       |

| N. |                          | Ruolo | Calciatore        |
| -- | ------------------------ | ----- | ----------------- |
| 17 | Portogallo (bandiera)    | C     | Hugo Firmino      |
| 18 | Portogallo (bandiera)    | C     | Pedro Mendes      |
| 19 | Portogallo (bandiera)    | A     | Peter Caraballo   |
| 20 | Portogallo (bandiera)    | D     | Daniel Almeida    |
| 21 | Portogallo (bandiera)    | D     | André Almeida     |
| 22 | Portogallo (bandiera)    | P     | Rafael Marques    |
| 23 | Portogallo (bandiera)    | C     | Henrique Gomes    |
| 26 | Portogallo (bandiera)    | D     | João Carvalho     |
| 33 | Brasile (bandiera)       | D     | Diego Tavares     |
| 44 | Portogallo (bandiera)    | D     | Hugo Grilo        |
| 77 | Portogallo (bandiera)    | A     | Miguel Paixão     |
| 88 | Brasile (bandiera)       | C     | Júlio César       |
|    | Brasile (bandiera)       | D     | Caju              |
|    | Brasile (bandiera)       | C     | Thiago de Freitas |
|    | Guinea-Bissau (bandiera) | C     | Leonel Ucha       |

## Rosa 2014-2015
| N. |                       | Ruolo | Calciatore       |
| -- | --------------------- | ----- | ---------------- |
| 1  | Portogallo (bandiera) | P     | Ricardo Janota   |
| 2  | Capo Verde (bandiera) | C     | Tom              |
| 3  | Portogallo (bandiera) | C     | Jaime Seidi      |
| 5  | Portogallo (bandiera) | D     | Carlos Alves     |
| 6  | Portogallo (bandiera) | C     | Bruno Aguiar     |
| 7  | Portogallo (bandiera) | C     | Tiago Mota       |
| 8  | Portogallo (bandiera) | C     | Pedro Alves      |
| 9  | Portogallo (bandiera) | A     | Carlos Saleiro   |
| 10 | Angola (bandiera)     | C     | Valdo Alhinho    |
| 11 | Portogallo (bandiera) | A     | Evandro Roncatto |
| 12 | Portogallo (bandiera) | P     | Tiago Mota       |

| N. |                          | Ruolo | Calciatore     |
| -- | ------------------------ | ----- | -------------- |
| 13 | Capo Verde (bandiera)    | A     | Ballack        |
| 15 | Portogallo (bandiera)    | D     | João Amorim    |
| 17 | Guinea-Bissau (bandiera) | C     | Leonel Ucha    |
| 20 | Portogallo (bandiera)    | D     | Daniel Almeida |
| 25 | Portogallo (bandiera)    | D     | João Pedro     |
| 26 | Portogallo (bandiera)    | D     | Tiago Rosa     |
| 44 | Portogallo (bandiera)    | D     | Hugo Grilo     |
| 52 | Portogallo (bandiera)    | A     | Mauro Bastos   |
| 77 | Portogallo (bandiera)    | A     | Miguel Paixão  |

## Cronologia in campionato e coppa nazionale
| Stagione | Li. | Pos. | Pa. | V  | P  | S  | GF | GS | P  | Cup           | Notes      |
| -------- | --- | ---- | --- | -- | -- | -- | -- | -- | -- | ------------- | ---------- |
| 1995–96  | 3   | 12   | 34  | 11 | 11 | 12 | 41 | 36 | 44 | Terzo turno   |            |
| 1996–97  | 3   | 3    | 34  | 15 | 8  | 11 | 41 | 35 | 53 | Quinto turno  |            |
| 1997–98  | 3   | 2    | 34  | 19 | 6  | 9  | 49 | 34 | 63 | Quarto turno  |            |
| 1998–99  | 3   | 6    | 34  | 14 | 12 | 8  | 40 | 34 | 54 | Quarto turno  |            |
| 1999–00  | 3   | 10   | 38  | 15 | 11 | 12 | 44 | 43 | 56 | Secondo turno |            |
| 2000–01  | 3   | 18   | 38  | 5  | 17 | 16 | 31 | 49 | 32 | Secondo turno | Retrocesso |
| 2001–02  | 4   | 1    | 34  | 21 | 8  | 5  | 73 | 26 | 71 | Quarto turno  | Promosso   |
| 2002–03  | 3   | 14   | 38  | 13 | 8  | 7  | 36 | 44 | 47 | Quarto turno  |            |
| 2003–04  | 3   | 12   | 38  | 12 | 12 | 14 | 45 | 48 | 48 | Secondo turno |            |
| 2004–05  | 3   | 15   | 38  | 11 | 15 | 12 | 36 | 41 | 48 | Quarto turno  |            |
| 2005–06  | 3   | 16   | 30  | 1  | 6  | 23 | 19 | 65 | 9  | Secondo turno | Retrocesso |
| 2006–07  | 4   | 3    | 30  | 14 | 11 | 5  | 50 | 29 | 53 | Secondo turno |            |
| 2007–08  | 4   | 1    | 26  | 15 | 7  | 4  | 45 | 24 | 52 | Secondo turno |            |
| 2008–09  | 3   | 8    | 22  | 9  | 3  | 10 | 27 | 35 | 30 | Secondo turno |            |
| 2009–10  | 3   | 4    | 30  | 14 | 10 | 6  | 37 | 25 | 52 | Terzo turno   |            |
| 2010–11  | 3   | 6    | 30  | 12 | 10 | 8  | 42 | 35 | 46 | Secondo turno |            |
| 2011–12  | 3   | 2    | 30  | 16 | 8  | 6  | 49 | 17 | 56 | Terzo turno   |            |
| 2012–13  | 3   | 5    | 30  | 15 | 4  | 11 | 55 | 34 | 49 | Secondo turno |            |
| 2013–14  | 3   | 2    | 18  | 11 | 2  | 5  | 37 | 17 | 35 | Terzo turno   | Promosso   |

Ultimo aggiornamento: 25 maggio 2013

L. = Livello; 1D = Portuguese League; 2H = Liga de Honra; 2DS/2D = Portuguese Second Division

3DS = Portuguese Third Division; 5DS = AF Aveiro First Division

Pos. = Posizione; P = Partite; V = Vittorie; P = Pareggi; S = Sconfitte; GF = Goal Fatti; GS = Goal Subiti; P = Punti